# 卢尼贾纳自由镇
卢尼贾纳自由镇（義大利語：Villafranca in Lunigiana），是意大利托斯卡纳大区马萨-卡拉拉省的一个市镇。总面积29.49平方公里，人口4850人，人口密度164.5人/平方公里（2009年）。ISTAT代码为045016。